# Sohlengänger
Sohlengänger sind Landwirbeltiere, die bei der Fortbewegung das gesamte Autopodium (anatomische Hand bzw. anatomischer Fuß), von der Handwurzel bis zu den Fingerspitzen bzw. von der Ferse bis zu den Zehen, auf den Boden aufsetzen. Dies wird auch als plantigrade Gangart (von lateinisch planta ‚[hier] Fußsohle‘ und lateinisch gradi ‚gehen‘) oder Plantigradie bezeichnet.

## Merkmale und Vertreter
Sohlengänger verfügen zumeist über fünf funktionale Finger bzw. Zehen. Daneben ist zum einen das Autopodium im Verhältnis zum Zeugopodium (anatomischer Unterarm bzw. Unterschenkel) oft relativ kurz und zum anderen ist das Zeugopodium meist in etwa genauso lang wie das Stylopodium (anatomischer Oberarm bzw. Oberschenkel). Bei Säugetieren ist in der Regel die Haut an der Unterseite (plantaren Fläche) des gesamten anatomischen Fußes bzw. der gesamten anatomischen Hand unbehaart und verhornt („schwielig“).
Zu den Sohlengängern zählen unter anderem Bären (Ursidae), Kleinbären (Procyonidae) und Menschenaffen (Hominidae). Bei den Menschenaffen, einschließlich des Menschen, ist die Plantigradie allerdings auf die Hintergliedmaßen beschränkt: Die Vertreter außerhalb der Gattung Homo gehen auf dem Handrücken (u. a. im Knöchelgang), der Mensch (Homo) ist obligat biped. Auch viele Beuteltiere, darunter Wombats und Kängurus * sind prinzipiell plantigrad.
Sohlengänger können, um optimal zu beschleunigen oder um zum Sprung anzusetzen, auf eine Art Zehengang (siehe unten) „umschalten“. Allerdings erreichen Sohlengänger in vollem Lauf im Schnitt geringere Höchstgeschwindigkeiten als obligate Spitzen- oder Zehengänger.

## Abgrenzungen
Von den Sohlengängern werden die Zehengänger (Digitigradie) und die Spitzengänger (Unguligradie) unterschieden. Jedoch existieren Übergangsformen, die unter anderem mit den Bezeichnungen semi-plantigrad („Ferse“ berührt nicht den Boden), semi-digitigrad (Ferse + proximales Metapodium berührt nicht den Boden) und semi-unguligrad (Ferse + Metapodium + proximalste Phalangen berühren nicht den Boden) bezeichnet werden. So werden Primaten in einigen Lehrbüchern allgemein als plantigrad bezeichnet, in spezielleren Abhandlungen werden hingegen nicht-hominide Primaten als semi-plantigrad eingestuft, weil bei ihnen die Fußwurzel („Ferse“) beim Gehen nicht den Boden ** berührt (engl. auch heel-up plantigrady genannt).

## Entwicklungsgeschichtliche Aspekte
Der Sohlengang im weiteren Sinn (einschließlich Semi-Plantigradie) ist die ursprüngliche Gangart der Landwirbeltiere. Sie tritt bei vielen Landwirbeltieren mit konservativem Habitus auf, beispielsweise bei Schwanzlurchen und „Echsen“ (Lacertilia). Auch die frühen Archosaurier, von denen sich die noch heute plantigraden Krokodile ableiten, besaßen einen plantigraden bis semi-plantigraden Gang. Spurenfossilien wie Chirotherium belegen dies. In den beiden Hauptentwicklungslinien der Amnioten, Sauropsida und Synapsida, entwickelten sich Digitigradie und Unguligradie oder Semi-Unguligradie mehrfach unabhängig voneinander (konvergent).